# 蜜月灣
蜜月灣是台灣東北角海岸的一個小海灣，舊稱「罟寮」，外海為太平洋，東南方可見到龜山島。地屬宜蘭縣頭城鎮合興里。
由於距臺灣鐵路管理局宜蘭線大溪車站步行僅10分鐘，加上由距臺北市車程在2小時內，近年來已成為台灣本地與外籍愛好衝浪人士喜愛的地點。

## 地形與活動
蜜月灣呈現眉月形，南、北兩側分佈著礁岩，中間長直，為黑灰色細緻的沙灘。
灣區離海岸百公尺處，海底地形起伏很大，外海波濤洶湧，海浪常至2到3米高，一波波向灣內打進，非常適合衝浪，而成為台灣北部主要衝浪據點之一。沙灘上設有許多衝浪教學的商業攤位。
沙灘則是不少衝浪者從事沙灘活動的好地方，例如沙灘排球、沙雕亦屬常見。但名氣不如臨近之福隆海水浴場。

## 附近地標
- 合興富麗農漁村（合興社區）
- 宜蘭縣頭城鎮大溪國小
- 大溪車站
- 傑夫衝浪 Jeff Surf Shop

## 週邊景致

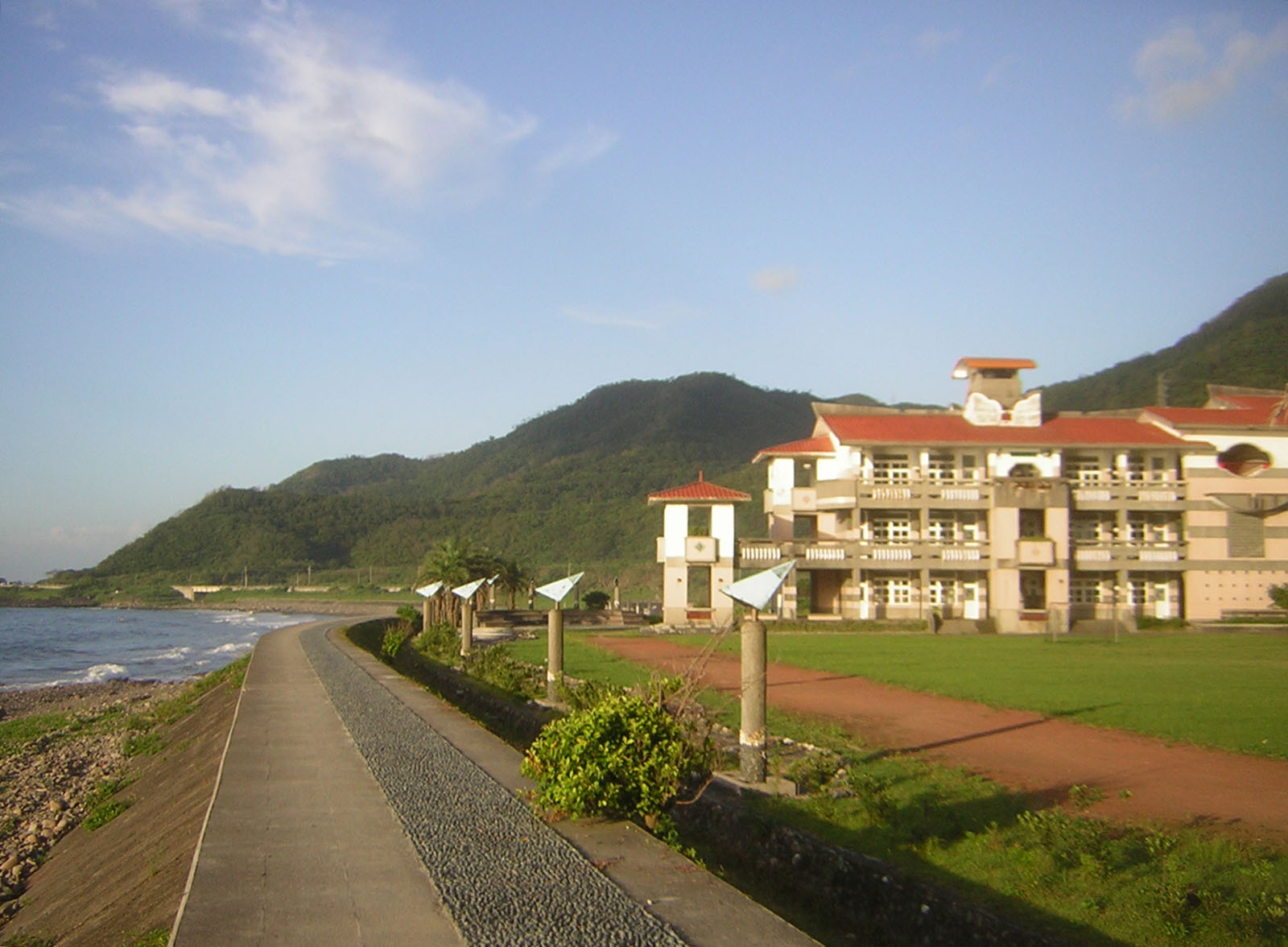
蜜月灣北岸的大溪國小
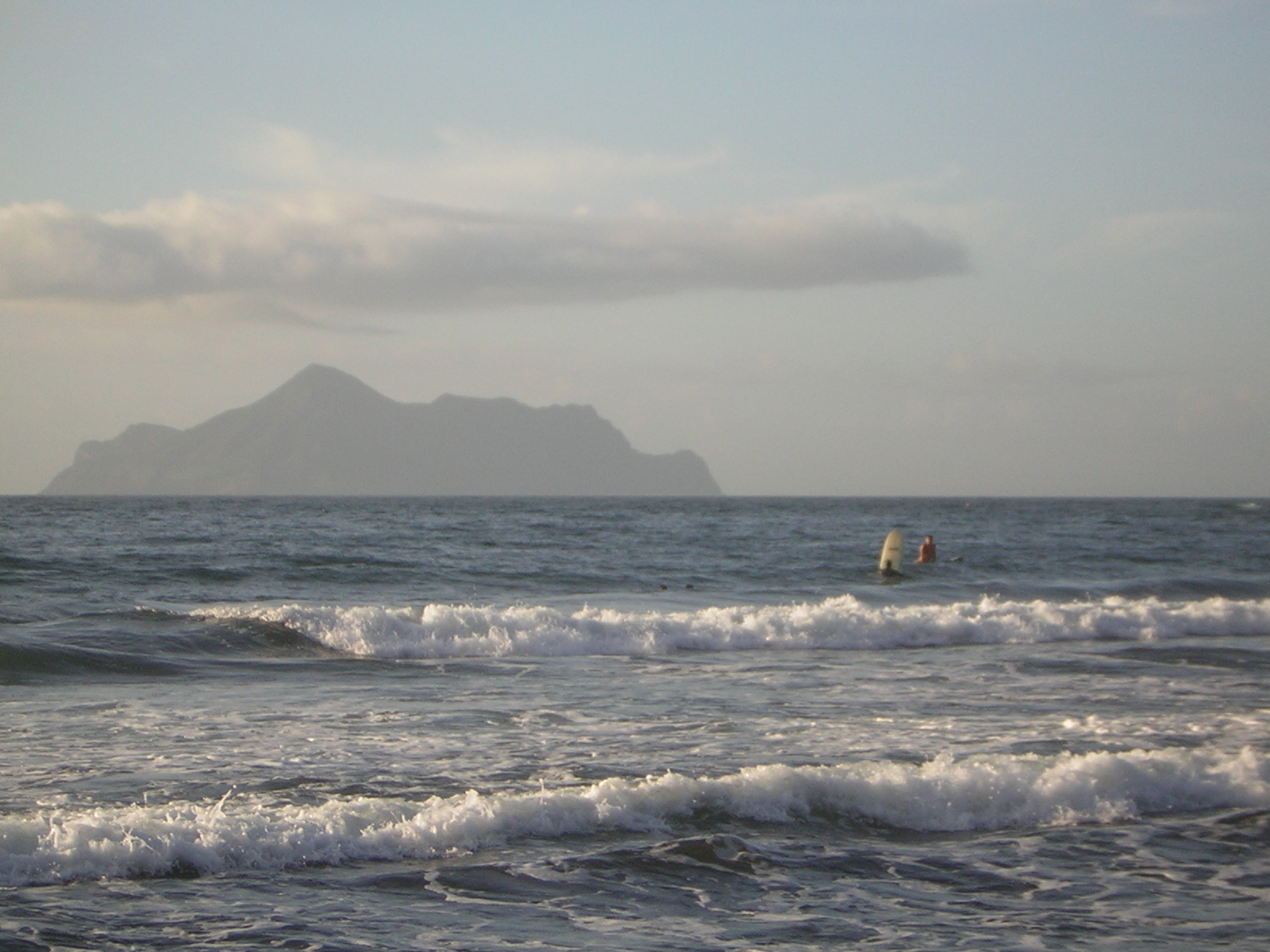
蜜月灣清晨的零星衝浪者。遠方為龜山島。

## 開發爭議
- 2011年4月15日，羅許建設與博愛企業取得蜜月灣開發通過環評，2014年4月再提出「宜蘭大溪蜜月灣整體開發計畫」，送東北角暨宜蘭海岸國家風景區管理處審查，要打造海岸遊憩區、旅館區、別墅區等，總開發面積達107.4公頃，投資金額逾新台幣60億元；未來恐淪為財團專屬海灘，開發牟利，宛如台東美麗灣案翻版。[1][2]

## 外部連結
- 大溪蜜月灣--交通部觀光局 （页面存档备份，存于）
- 東北角海岸國家風景區--蜜月灣 （页面存档备份，存于）